# Лихорадка паппатачи

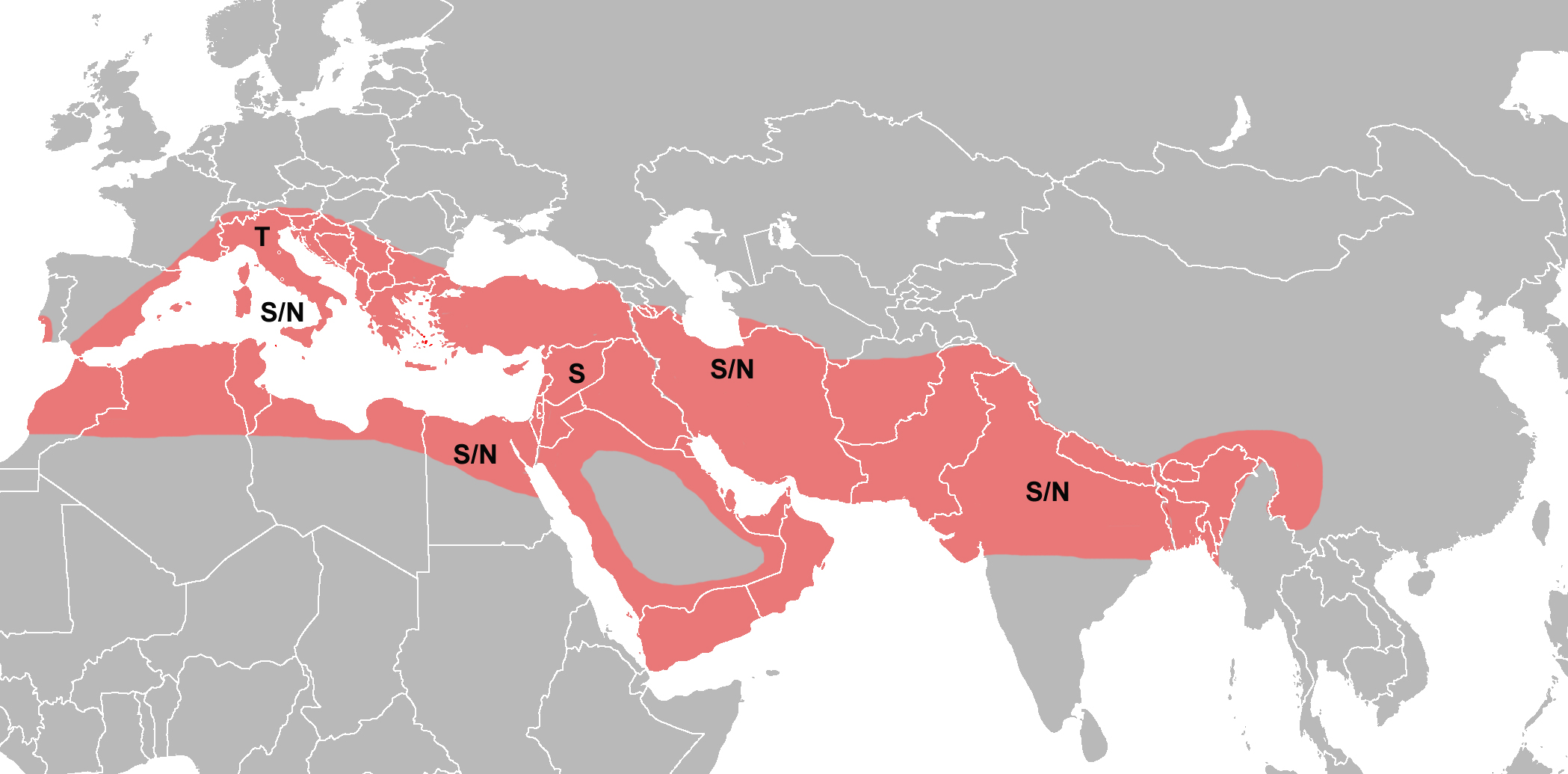
Распространение лихорадки паппатачи: T, тосканский серотип, S, сицилийский серотип; N, неаполитанский серотип

Лихорадка паппатачи (флеботомус-лихорадка, трёхдневная лихорадка, москитная лихорадка) — гриппоподобное инфекционное заболевание, вызываемое арбовирусами, относящимися к трём серотипам рода Phlebovirus — сицилийским, неаполитанским и тосканским. Передаётся москитами. Распространено в субтропических регионах Восточного полушария.

## Этиология
Флебовирусы трёх серотипов — сицилийский, неаполитанский и тосканский.

## Эпидемиология

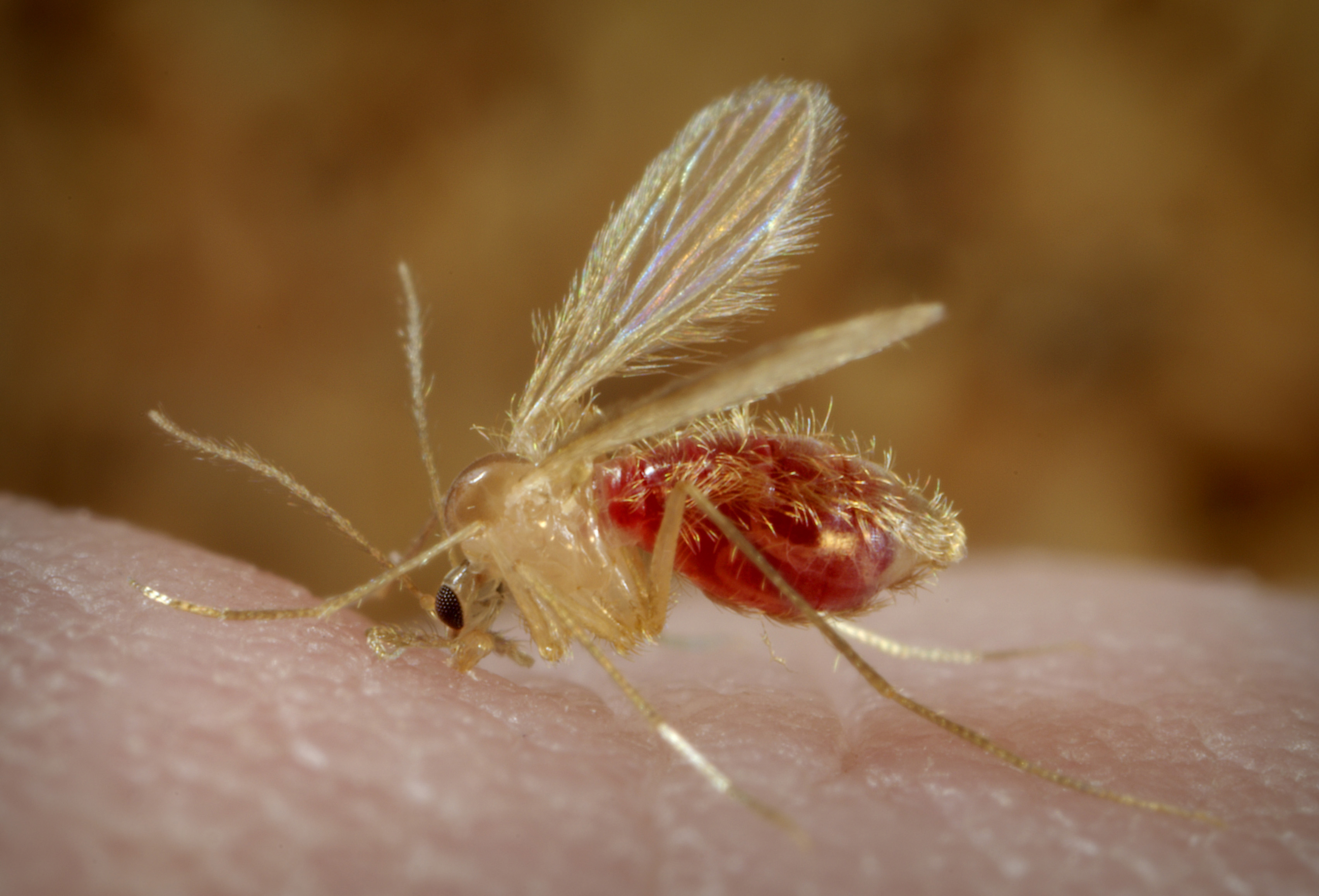
Самка Phlebotomus papatasi кусает человека.

Заболевание распространено в субтропических регионах Восточного полушария между 20° и 45° северной широты, в частности — в южной Европе, северной Африке, на Балканах, в Восточном Средиземноморье, Ираке, Иране, Афганистане, Пакистане и Индии.
Вирус передаётся через укусы москитов рода Phlebotomus, в частности — видами Phlebotomus papatasi, Phlebotomus perniciosus и Phlebotomus perfiliewi. Москит заражается во время укуса больного человека в период от 48 часов до начала лихорадки и до 24 часов после её окончания и остаётся заразным в течение всей жизни. Кроме «горизонтальной» передачи вируса (от человека к москиту и между москитами), наблюдается и трансовариальная «вертикальная» передача — от заражённой самки её потомству.

## Клиника
Через 3—5 дней после заражения возникает озноб, лихорадка до 39°—40°С, сильные головные боли в лобной области и за глазницами, инъекция склер, гиперемия лица. Лихорадка продолжается около трёх дней, затем спадает. После неё от нескольких дней до нескольких недель сохраняется слабость и астения, сопровождающиеся брадикардией и пониженным артериальным давлением. Как правило, болезнь заканчивается полным выздоровлением.